# Wolffia arrhiza
Espèce
Statut de conservation UICN

 LC  : Préoccupation mineure
Wolffia arrhiza, la lentille d'eau naine ou wolffie sans racines, est une espèce de plantes monocotylédones de la famille des Araceae (anciennement Lemnaceae), sous-famille des Lemnoideae, originaire de l'Ancien Monde. Ce sont des plantes aquatiques flottantes, de taille minuscule.

## Description

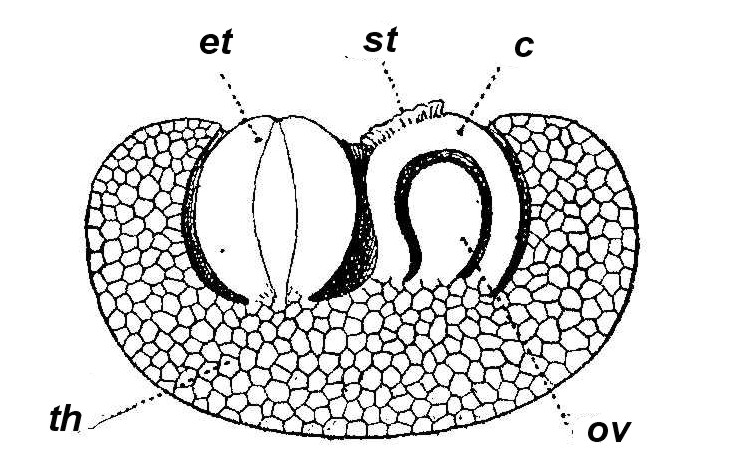
Coupe longitudinale schématique - th (thalle), c (carpelle), ov (ovule), st (stigmate), et (étamine).

Wolffia arrhiza est une plante aquatique minuscule, qui se présente sous la forme d'une feuille isolée, ou « fronde », flottant à la surface de l'eau, ou souvent par groupe de deux, la seconde plus petite étant une plante-fille. Les frondes, de 0,5 à 1,5 mm de long sur 0,4 à 1,2 mm de large, de couleur verte, sans  cellules pigmentifères, de forme sphérique  à ellipsoïdale, planes à leur face supérieure, présentent de 15 à 100 stomates et sont dépourvue de racines et de nervures,.
Les fleurs sont très rares. Par exemple la plante ne fleurit pas en Europe. Comme dans les autres espèces du genre Wolffia, on observe, lorsqu'elles sont présentes, deux fleurs unisexuées par fronde, sans enveloppe florale, situées dans une cavité de la face supérieure sur la ligne médiane, avec soit une étamine à 2 loges, soit un ovule atrope. Pour certains auteurs il s'agirait d'une seule fleur bisexuée.
Les graines, presque lisses, mesurent de 0,4 à 0,5 mm de long sur environ 0,4 mm d'épaisseur.

## Distribution et habitat

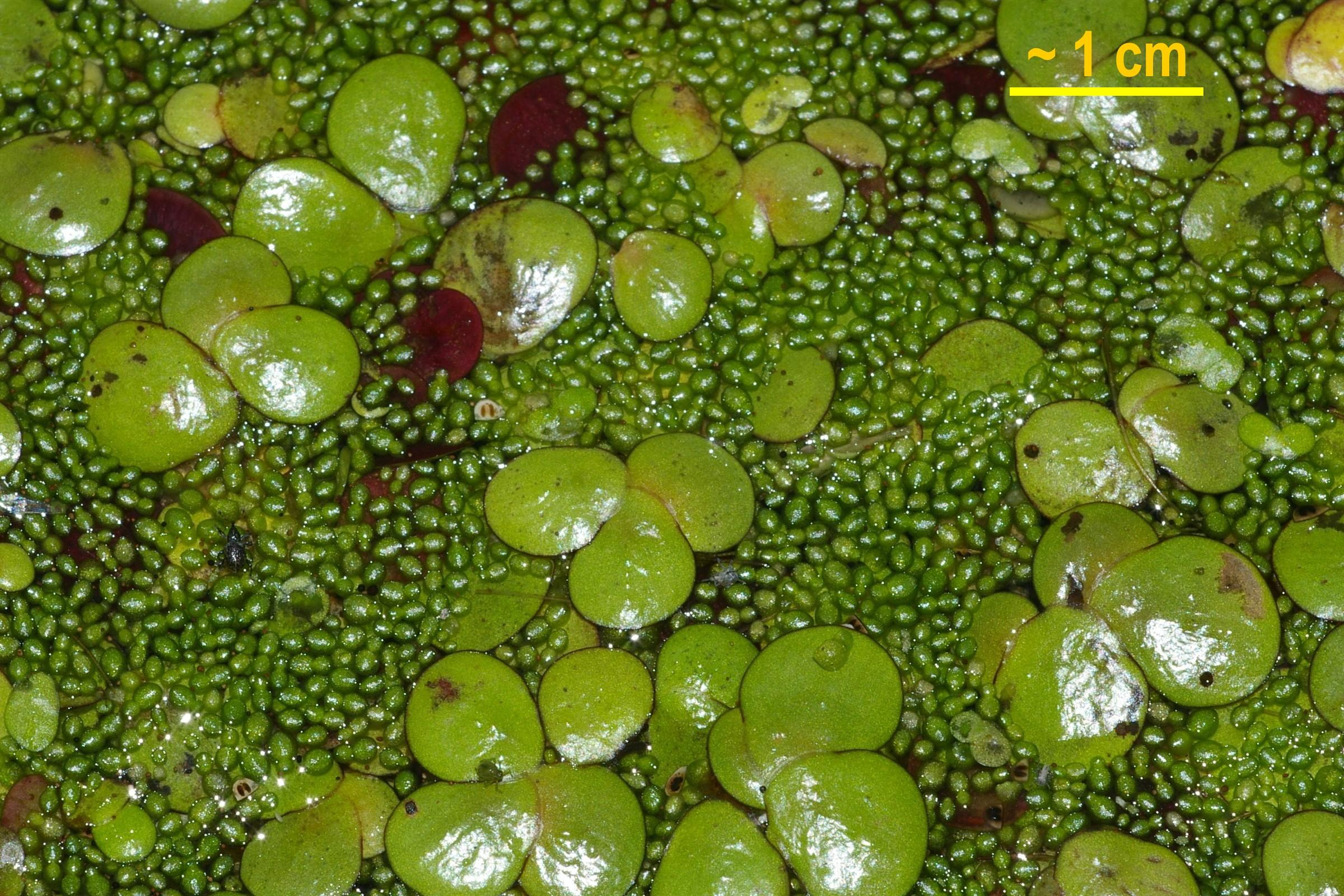
Wolffia arriza poussant en mélange avec Spirodela polyrhiza.

L'aire de répartition originelle de Wolffia arrhiza se situe dans les régions tempérées, tropicales et subtropicales de l'Ancien Monde, et englobe notamment l'Europe médiane et méridionale, l'Afrique du Nord occidentale, l'Afrique intertropicale, l'Afrique australe et Madagascar, l'Asie médiane occidentale (Moyen-Orient) et le sous-continent indien. L'espèce a été introduite dans certaines régions d'Amérique (Californie, Sud-Est du Brésil),.
La plante se rencontre flottant à la surface d'étendues d'eau douce stagnante, souvent en mélange avec d'autres espèces de Lemnaceae ou d'autres plantes aquatiques.

## Utilisations
La plante est consommée de longue date au Myanmar, au Laos, et en Thaïlande, où elle est appelée khai-nam (littéralement : « œufs d'eau »). Elle peut être récoltée tous les trois à quatre jours (sa population pouvant doubler en moins de quatre jours, selon une étude réalisée in vitro).
La plante peut être aussi utilisée pour purifier de l'eau, par exemple dans des fermes d'aquaculture. Les plantes ainsi cultivées peuvent être ensuite utilisées pour nourrir des animaux d'élevage (comme des carpes, des tilapias, ou des poulets).

## Taxinomie
L'espèce a été décrite en premier par Linné sous le nom de Lemna arrhiza et publiée en 1771 dans Mantissa Plantarum Altera. Generum editionis VI & specierum editionis II. Holmiae [Stockholm]. 

### Synonymes

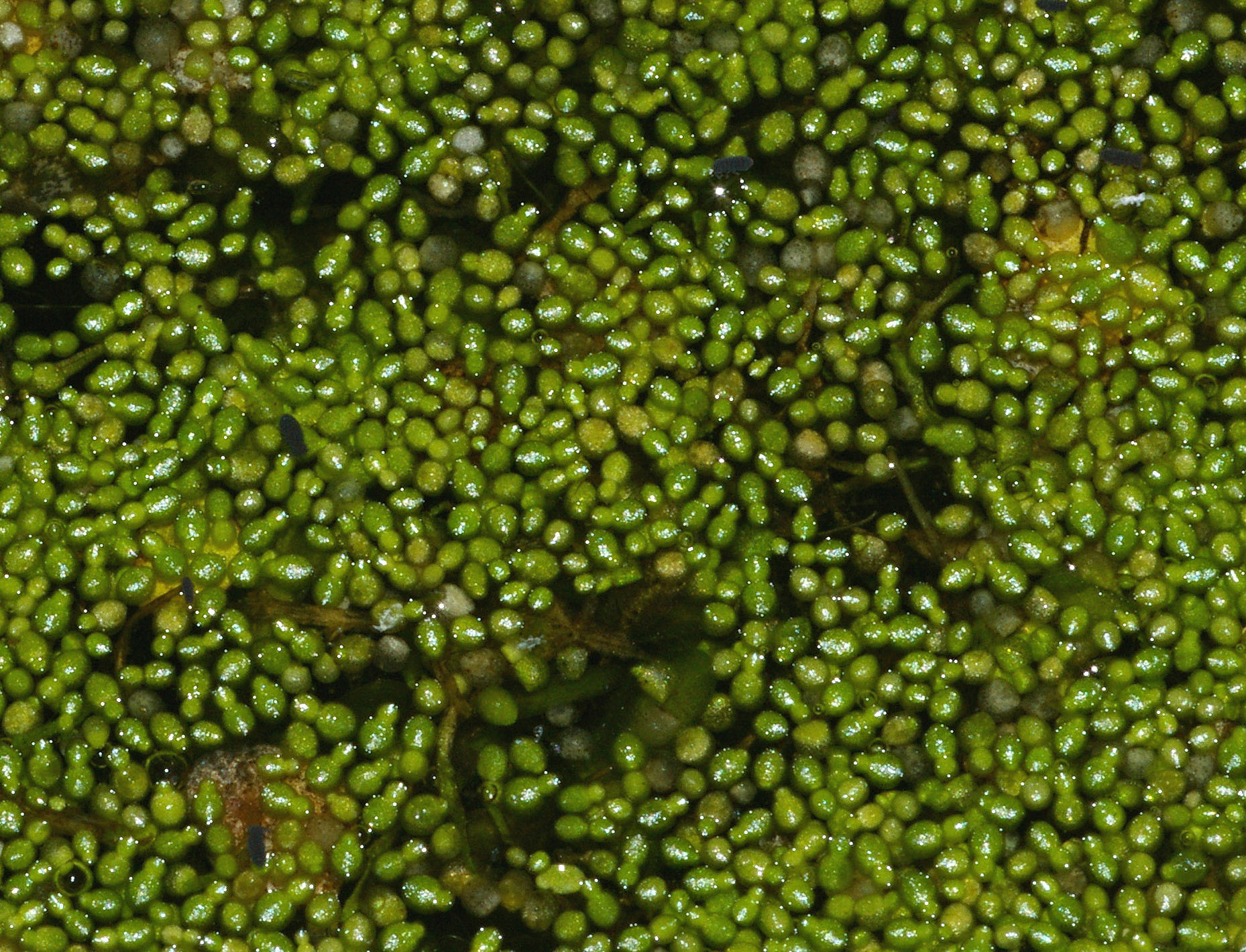
Wolffia arrhiza sur un plan d'eau.

Selon Plants of the World online (POWO) (23 novembre 2021) :
- Bruniera vivipara Franch.
- Horkelia arrhiza (L.) Druce
- Lemna arrhiza L. (basionyme[10])
- Lemna microscopica Schur
- Lenticula arrhiza (L.) Lam.
- Wolffia delilii Miq.
- Wolffia michelii Schleid.

### Liste des variétés
Selon Tropicos (23 novembre 2021) :
- variété Wolffia arrhiza var. australiana Benth.